# Барле Хертог
Барле Хертог (на нидерландски: Baarle-Hertog) е селище в Северна Белгия, окръг Тьорнхаут на провинция Антверпен. Намира се на 10 km северно от град Тьорнхаут. Населението му е около 2310 души (2006).
Барле Хертог е известно с изключително сложната си граница със съседната община Барле Насау, част от територията на Нидерландия. Барле Хертог включва 24 ексклава, 21 от които, включително централната част на селището, са изцяло заобиколени от нидерландска територия, а останалите са на границата между двете държави. Освен това в територията на Барле Хертог има 7 нидерландски анклава. Границата е толкова усложнена, че има отделни къщи, разположени едновременно в двете страни. Причина за това са поредица от споразумения, сключвани през Средновековието между херцозите на Брабант и сеньорите на Бреда.